# 길구 (가담항설)
길구는 《가담항설》의 등장인물이다. 분홍색 머리카락에 비취색 눈동자를 가진 어린아이. 백상현의 외손자라고 한다.

## 작중 행적
과거 5왕자에 난에서 궁을 나온 이청은 자신의 어머니와 잠깐 머무를 곳을 찾기 위해 홀로 기거하던 은사를 찾아간다. 이때 외손자가 찾아와 같이 살고 있었고, 허락을 받아 어머님을 모시러 오겠다고 했는데, 문제는 주인공 일행과의 만남과 추국의 재회로 인해 약속한 기간 내 오지 못했다. 문제는 자신이 아닌 누구도 믿지 말고 수단과 방법 가리지 말고 죽이라고 당부하는 바람에, 현재 이청의 부탁으로 떠난 한설과 복아는 첫 만남부터 화살 세례를 받는다(...) 그렇게 길구는 119화에서 활을 쏘다가 한설에게 저지당해 울며 발버둥치는 것으로 첫 등장.
노래를 불러달라는 한설과 복아의 말도 참 어린애답게 안듣고 때쓰며 발악하던 중, 아는 사람의 습격(?)을 받자 갑자기 복아에게 노래를 불러줄 테니 자길 대리고 가라고 한다. 도망치고 나서 사실 쫓아온 친구들은 길거리 재주꾼들이고 자신이 노래를 잘 불러 구경꾼을 모으기 좋아서 대리러 갈려 한 것을 알려준다. 할아버지의 '까마귀 노는 곳에 백로야 가지 말아라'는 말을 인용하며 이제는 같이 안 논다고. 그리고 가족에 대해 물어보는 복아에게 친부는 죽고 양부가 자신을 싫어해 도망쳐 나왔다고 말한다.